# Justicia breedlovei
Justicia breedlovei är en akantusväxtart som beskrevs av T.F. Daniel. Justicia breedlovei ingår i släktet Justicia och familjen akantusväxter. Inga underarter finns listade i Catalogue of Life.